# Маленькое красное платье
«Ма́ленькое кра́сное пла́тье» (англ. In Fabric; дословно — В платье) — английский фильм ужасов с элементами чёрной комедии и абсурдистского юмора, снятый в 2018 году. Режиссёр и автор сценария — Питер Стриклэнд. Вошёл в список из пятидесяти лучших фильмов 2019 года по мнению Британского института кино.

## Сюжет
Фильм условно делится на две части, истории персонажей которых объединены таинственным красным платьем, имеющим свойства магического проклятого артефакта.
В первой истории, Шейла (Мэрианн Жан-Баптист) недавно разведённая кассирша банка, живёт со своим сыном Винсом (Джайган Айе) и его девушкой Гвэн (Гвендолин Кристи). Шейла пытается устроить свою личную жизнь, посещая свидания с мужчинами, которые дают объявления о знакомствах в газету. На распродаже в вычурном универмаге Dentley and Soper's она приобретает красивое красное платье, которое несмотря на внешне неподходящий размер, идеально на нее садится. Шейла замечает странную сыпь на груди после того, как впервые надела платье. Стирка платья в стиральной машине приводит к сильной поломке, в результате которого Шейла сильно травмирует руку. Шейла возвращается в магазин, где узнает, платье существует только в одном экземпляре, а модель, которая успела в нём сняться для каталога, погибла. Шейла идет на свидание с новым поклонником Заком (Барри Адамсон). В это время Гвен и Винс занимаются сексом. В момент оргазма на Гвэн обрушивается красное платье, которое пытается её удушить. Шейла и Зак отправляются на прогулку вместе, где на Шейлу нападает собака, которая до крови ранит ей ногу и разрывает красное платье в клочья. Однако, когда Винс возвращается из больницы с вещами матери, оказывается, что платье в идеальном состоянии. Ночью Шейла слышит, как платье пытается вырваться из запертого шкафа. На следующий день она пытается вернуть его в магазин, но получает отказ от мисс Лакмур. Шейла пытается избавиться от платья. На ночной дороге ей преграждает путь манекен из универмага Dentley and Soper's. Она пытается уйти от столкновения и погибает в автомобильной катастрофе.
Во второй истории, платье оказывается в магазине секонд-хенд, где его покупает мужчина, чтобы обрядить друга на мальчишнике. Платье переходит к мастеру по ремонту стиральных машин Реджи Спейсу (Лео Билл). Его невеста Бабс (Хейли Сквайрс) находит платье и решает примерить. Несмотря на то, что платье до того налезло на жениха, оно снова идеально садится по фигуре носящего. После стирки повторяется история с поломкой стиральной машиной. А у Рэджи и Бабс на коже появляется уродливая аллергическая сыпь. Бэбс посещает универмаг Dentley and Soper's, где платье замечают работники и пытаются настойчиво выпроводить девушку, ссылаясь на неопрятный вид платья. Однако Бэбс настаивает на обслуживании. Пока она находится в кабинке для переодевания, в магазине вспыхивает потасовка между двумя покупательницами. Быстро драка превращается во всеобщий хаос и разграбление. Платье покидает Бэбс и накрывает собой радиатор. Ткань вспыхивает и начинается пожар.
В финальной сцене, когда пожарный осматривает пепелище, неповрежденное маленькое красное платье лежит поверх сгоревших поверхностей.

## Художественные особенности
Фильм насыщен абсурдистскими элементами, а сотрудники магазина Dentley and Soper's ведут себя подчеркнуто экстравагантно, словно пытаясь имитировать поведение человека, из-за чего у зрителя возникает ощущение, что они не принадлежат привычному миру, а больше похожи на ожившие манекены. Концептуально фильм использует многие из особенностей, описанных Зигмундом Фрейдом, в его исследовании жуткого.  
Однажды я увидел застенчивую женщину, входящую в раздевалку в тусклой повседневной одежде, которая вышла полностью преображенной в вечернем платье. Её поза и выражение лица изменились. Трансформирующий аспект одежды, с точки зрения того, как человек чувствует себя, а не выглядит, поразил меня. Такие места, как Jacksons, были волшебными и таинственными. Как только вы вошли в помещение, которое охраняют манекены, вы в другом мире.  
Питер Стриклэнд
Другой важной особенностью творческого метода Стриклэнда и «Маленького красного платья» — обилие дискомфортных социальных ситуаций, в которых зритель переживает чувство неловкости за персонажей.
Манера съёмки и визуальная эстетика фильма отсылает к британскому и итальянскому кинематографу 1970-80-х годов. Некоторые кинокритики напрямую называют духовное родство «Маленького красного платья» и фильмов Дарио Ардженто. Звуковые эффекты фильма отсылают к традиции работы с ними в итальянском кинематографе, направления джалло. Таким образом «Маленькое красное платье» в  эстетическом плане развивает темы предыдущего фильма режиссёра «Студия звукозаписи „Берберян“».

## В ролях
| Актёр                          | Роль                                  |
| ------------------------------ | ------------------------------------- |
| Мэрианн Жан-Баптист            | Шейла                                 |
| Джайган Айе (Jaygann Ayeh)     | сын Шейлы Винс                        |
| Гвендолин Кристи               | девушка Винса Гвэн                    |
| Джулиан Бэррэтт                | начальник Шейлы Стэш                  |
| Стив Орам                      | начальник Шейлы Клайв                 |
| Барри Адамсон                  | Зак                                   |
| Лео Билл                       | ремонтник стиральных машин Рэдж Спикс |
| Хэйли Скуайрс (Hayley Squires) | невеста Рэджи Бабс                    |
| Ричард Бреммер                 | директор магазина мистер Ланди        |
| Фатма Мохамед                  | главная продавщица мисс Лакмур        |
| Сидсе Бабетт Кнудсен           | погибшая манекенщица Джилл            |

## Производство
Фильм был снят за 26 дней в Рединге, родном городе Стриклэнда. Режиссёр и студия не раскрывает сведения о бюджете картины. По признаниям самого Стриклэнда он работал с самым большим бюджетом в своей карьере, но всё равно недостаточно большим. В США картина в кинопрокате собрала только $25 тыс.

## Критика
Фильм был хорошо принят кинокритиками. На сайте Rotten Tomatoes он имеет рейтинг 92%, на основе более 150 профессиональных рецензий. На сайте Metacritic фильм имеет рейтинг 84 из 100, основанный на 25 критических отзывах, что указывает на «всеобщее признание». Фильм собрал, в основном восторженные отзывы, от кинокритиков Великобритании и США. Обозреватель газеты The Independent назвала фильм «Суспирией, разыгранной в универмаге». The Telegraph «ответом современной Британии Луису Бунюэлю».  Фильм был неоднократно включен в разнообразные списки лучших фильмов 2019 года от авторитетных институций культуры. Однако, несмотря на высокие оценки критиков, у массового зрителя не нашел признания.  
«Маленькое красное платье» — это предельно авторское, артхаусное и глубоко эстетское кино для своих, которое, копируя, не становится копией, иронизируя, не скатывается до фарса, а пытаясь вызвать дискомфорт, не прибегает к банальным приемам. Эстетика потустороннего ужаса здесь запросто соседствует с черным юмором и социальной сатирой, а визуальная избыточность и поглощенность стилем не обесценивает заложенных идей и метафор. 
Маленький (пре)красный джалло

## Интересные факты
- В титрах отдельно отмечен парик — Mannequin Pubic Hair.
- Афиша фильма создавалась традиционным способом, в манере коллажа[15].